# Borgogna Cisgiurana
     Alta Borgogna
     Bassa Borgogna
     Ducato di Borgogna di Riccardo il Giustiziere

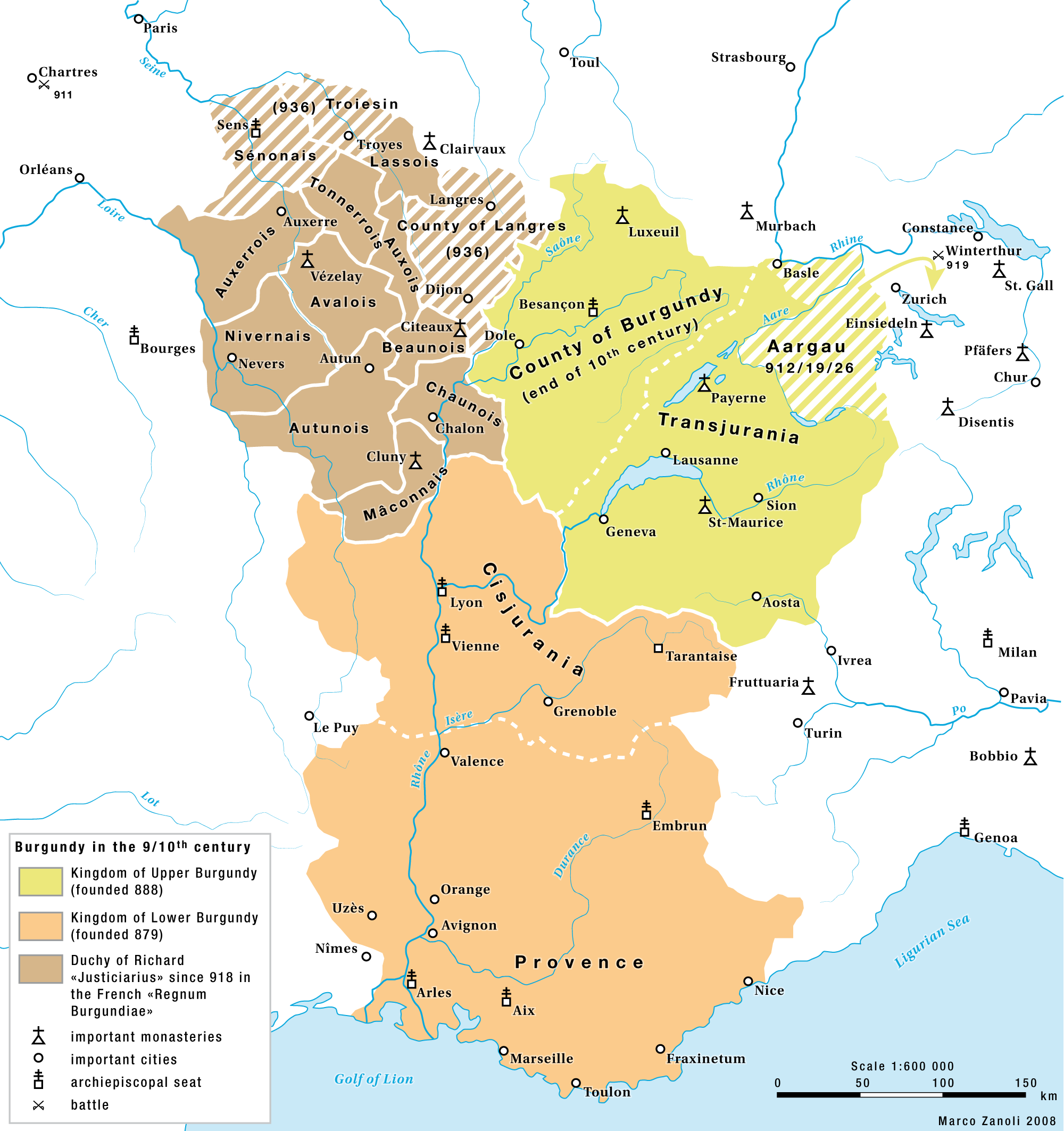
Le tre parti del regno di Borgogna verso il 900 d.C.:
----
Alta Borgogna
Bassa Borgogna
Ducato di Borgogna di Riccardo il Giustiziere

Detta anche Bassa Borgogna, era la parte meridionale di quello che era stato il Regno di Borgogna e che si estendeva a sud del massiccio del Giura sino alla Provenza e che comprendeva la Savoia; ma fu anche il nome con cui venne indicato il regno di Provenza (comprendente la Provenza vera e propria e la Borgogna Cisgiurana) al momento in cui, nell'855, l'imperatore Lotario I divise il regno di Lotaringia.
I confini del regno erano il Mar Mediterraneo a sud, la Settimania a sud-ovest, l'Aquitania ad ovest, il regno della Borgogna Transgiurana a nord ed il Regno d'Italia ad est.
Il nome fu in auge dall'879 quando Bosone fu eletto re di Bassa Borgogna in contrapposizione al re di Francia ed Aquitania Carlomanno.
A Bosone successe, come re, il figlioletto Ludovico.
Infine a Ludovico subentrò il marchese Ugo di Provenza che scambiò il regno di Borgogna Cisgiurana con il regno d'Italia, per cui il Re di Borgogna Transgiurana, Rodolfo, divenne re delle due Borgone o re di Arles.